# Cyphodesmus mexicanus
Cyphodesmus mexicanus är en mångfotingart som först beskrevs av Henri Saussure 1859.  Cyphodesmus mexicanus ingår i släktet Cyphodesmus och familjen Sphaeriodesmidae. Inga underarter finns listade i Catalogue of Life.